# Banco Occidental de Descuento
Pour les articles homonymes, voir BOC et BOD.
Le Banco Occidental de Descuento, C.A. (en français, Banque occidentale de décompte CA ; abrégé en B.O.D.), également connu sous le nom de B.O.C. Banco Universal, est une institution financière vénézuélienne privée dont le siège social se situe à Maracaïbo, au Venezuela,.

## Liste des présidents du B.O.D.
1. Francisco Morillo Romero (1957-1964) ;
2. Alfredo Belloso (1964-1994) ;
3. José Manuel Egui Medina (1994-1998) ;
4. Víctor Vargas[2] (depuis 1998).